# Johanne Krum-Hunderup
Johanne Elisabeth Krum-Hunderup (2. februar 1853 i København – 24. september 1929) var en dansk skuespillerinde.
Hun debuterede ved Det kongelige Teater i 1869 og blev der indtil 1872. Derefter ved forskellige københavnske privatteatre.
Hun filmdebuterede i 1912 i en alder af næsten 60 og medvirkede derefter i omkring 50 stumfilm for Nordisk Films Kompagni.
Hun var gift to gange. Første gang med i 1875 med solodanser og balletkomponist Jacob Daniel Krum (1850-1887) og anden gang med skuespiller og Casino-direktør Hans Riber Hunderup (1857-1902). Med første mand fik hun datteren Gerda Krum-Juncker (1878-1953) som også blev skuespillerinde. Johanne Krum-Hunderup døde den 4. marts 1929 og ligger begravet på Holmens Kirkegård på Østerbro i København.

## Filmografi
| - Jernbanens Datter (instruktør August Blom, 1912) - Kærlighed og Venskab (instruktør Eduard Schnedler-Sørensen, 1912) - Dødens Brud (instruktør August Blom, 1912) - Vampyrdanserinden (som Oscars mor; instruktør August Blom, 1912) - Bagtalelsens Gift (instruktør Valdemar Hansen, 1912) - Ballettens Datter (instruktør Holger-Madsen, 1913) - Sladder (instruktør Christian Schrøder, 1913) - Døvstummelegatet (som bankdirektørens kone; instruktør Robert Dinesen, 1913) - En farlig Forbryder (instruktør August Blom, 1913) - Hustruens Ret (instruktør Leo Tscherning, 1913) - En farlig Forbryderske (instruktør Eduard Schnedler-Sørensen, 1913) - Pressens Magt (instruktør August Blom, 1913) - Hvem var Forbryderen? (instruktør August Blom, 1913) - Fra Fyrste til Knejpevært (instruktør Holger-Madsen, 1913) - En Fortid (instruktør Eduard Schnedler-Sørensen, 1913) - Fader og Søn (som Stabssergent Holms kone; instruktør Eduard Schnedler-Sørensen, 1913) - Frederik Buch som Dekoratør (instruktør Sofus Wolder, 1913) - Hjältetenoren (instruktør Poul Welander, 1913; svensk produktion) - Skyldig? - ikke skyldig? (instruktør Karl Ludwig Schröder, 1914) - Fædrenes Synd (instruktør August Blom, 1914) - Under falsk Flag (instruktør Sofus Wolder, 1914) - Fra Mørke til Lys (som Ruths mor; instruktør Hjalmar Davidsen, 1914) - En stærkere Magt (instruktør Hjalmar Davidsen, 1914) - Detektivens Barnepige (instruktør Hjalmar Davidsen, 1914) | - Hvor Sorgerne glemmes (instruktør Holger-Madsen, 1915) - Guldkalven (instruktør Hjalmar Davidsen, 1915) - Den sidste Nat (instruktør Robert Dinesen, 1915) - I Farens Stund (instruktør Robert Dinesen, 1915) - Trold kan tæmmes (instruktør Holger-Madsen, 1915) - Syndens Datter (instruktør August Blom, 1916) - Spejlets Spaadom (instruktør Hjalmar Davidsen, 1916) - Kærlighedslængsel (som Fru Claudewitz, blomsterhandlerske; instruktør August Blom, 1916) - Vidunderhunden (instruktør Lau Lauritzen Sr., 1916) - Katastrofen i Kattegat (instruktør A.W. Sandberg, 1916) - Studentens glade Liv (instruktør Lau Lauritzen Sr., 1916) - Prinsessens Hjerte (som Gamle Gulla, prinsessens gamle amme; instruktør Hjalmar Davidsen, 1916) - Brændte Vinger (som Fru Bern; instruktør Emanuel Gregers, 1917) - Kampen om Kvinden (som professor Helms kone; instruktør Hjalmar Davidsen, 1917) - En ensom Kvinde (instruktør August Blom, 1917) - Hjertekrigen paa Ravnsholt (instruktør Robert Dinesen, 1917) - Studenterkammeraterne (som Fru Hage; instruktør Hjalmar Davidsen, 1917) - Et fremmeligt Barn (instruktør Lau Lauritzen Sr., 1917) - Under Kærlighedens Aag (instruktør Alexander Christian, 1917) - Lydia (som Gudruns mor; instruktør Holger-Madsen, 1918) - De skraa Brædder (som Enkefru Holck, Agnes' mor; instruktør Robert Dinesen, 1918) - Hendes Hjertes Ridder (instruktør Robert Dinesen, 1918) - Hendes stille Sværmeri (instruktør Lau Lauritzen Sr., 1918) - Kammerpigen (som Henriks mor; instruktør Robert Dinesen, 1918) - Fattigdrengen (som sygeplejerske; instruktør Alexander Christian, 1919) - Skæbnens Veje (instruktør Holger-Madsen) |